# 大久保源吾
大久保 源吾（おおくぼ げんご、1858年12月23日（安政6年11月30日） - 1940年（昭和15年）11月2日）は、日本の政治家。衆議院議員（1期）。

## 経歴
栃木県出身。和学と漢学を学ぶ。農業を営み、副戸長、戸長、下都賀郡寒川村（のち間々田町、現・小山市）議、同村長、下都賀郡議、栃木県議、所得税調査委員となる。
1915年の第12回衆議院議員総選挙において栃木県郡部から立憲同志会公認で立候補したが落選。1916年に繰り上げ当選となった。1917年の第13回衆議院議員総選挙では憲政会から立候補したが落選。1920年の第14回衆議院議員総選挙では栃木4区から立候補したが落選した。1924年の第15回衆議院議員総選挙でも落選した。